# Aérodrome de Bunyu
L'aérodrome de Bunyu (code IATA : BYQ • code OACI : WALV) se situe dans le kabupaten de Bulungan, dans la province du Kalimantan du Nord, en Indonésie.

## Compagnies aériennes et destinations
| Compagnies | Destinations |
| ---------- | ------------ |
| Susi Air   | Tarakan      |

Édité le 16/10/2018